# Quốc lộ N2
Quốc lộ N2 nằm trong quy hoạch ngành giao thông vận tải đường bộ khu vực Nam Bộ. Đây là một trong 3 trục chủ yếu: Quốc lộ 1 ở phía Đông, Quốc lộ N1 ở phía Tây và N2 ở giữa. Trục dọc nối Quốc lộ 22 và Quốc lộ 30 đi xuyên qua khu vực Đồng Tháp Mười.
Quốc lộ N2 còn là một phần của Đường Hồ Chí Minh (còn gọi là đường cao tốc Bắc – Nam phía Tây) kéo dài từ Chơn Thành (Bình Phước) đến Rạch Sỏi (Kiên Giang) dài khoảng 440 km và kết thúc tại Đất Mũi, Cà Mau.
Tuyến qua 8 tỉnh, thành phố: Bình Phước, Bình Dương, Tây Ninh, Long An, Đồng Tháp, Cần Thơ, Kiên Giang, Cà Mau, An Giang. Trong đó đoạn Chơn Thành – Rạch Sỏi được xác định là đường cao tốc.
Với tuyến đường mới này, các phương tiện giao thông từ các tỉnh miền Đông Nam Bộ, Tây Nguyên khi về đến Thành phố Hồ Chí Minh sẽ theo Quốc lộ 1 để rẽ sang Quốc lộ 22 và đi vào Quốc lộ N2 về các tỉnh miền Tây, từ đó góp phần giảm mật độ giao thông trên quốc lộ.
Quỹ Hợp tác phát triển kinh tế Hàn Quốc (EDCF) cũng đã đồng ý cung cấp tài chính cho dự án xây dựng tuyến Lộ Tẻ – Rạch Sỏi nối từ cầu Vàm Cống đến Rạch Giá và nối với tuyến tránh Thành phố Rạch Giá thuộc hành lang ven biển phía Nam. Như vậy, toàn tuyến sẽ khai thác vùng Đồng Tháp Mười, Tứ giác Long Xuyên và Bán đảo Cà Mau.

## Chặng đường
Tuyến đường N2 đi từ Chơn Thành – Đức Hòa – Thạnh Hóa – Tân Thạnh – Mỹ An (Tháp Mười)

## Xây dựng
Đoạn Ngã Ba Hòa Khánh (Đức Hòa) – Quốc lộ 62 (Thạnh Hóa)
- Chiều dài: 40,6 km.
- Chiều rộng: 9 m.
- Tổng vốn: 565 tỷ đồng.
- Khởi công xây dựng từ năm 2001.
- Hoàn thành: 2007.
- Đơn vị thi công: Công ty 246, Tổng Công ty Xây dựng Trường Sơn, Công ty 621, Công ty cổ phần 4 - Thăng Long, Công ty CP 565, Công ty cầu 3- Thăng Long.

Đoạn này có 41 cầu (hai cầu lớn là cầu Tuyên Nhơn, cầu Đức Hòa và một số cầu nhỏ), 50 cống và cứ khoảng 500m lại có 1 kênh hay rạch nhỏ và hẹp.
Ban Quản lý dự án Mỹ Thuận nói phải nhắc đến tiếng chậm nhưng có vô vàn vướng mắc mà bản thân nhà quản lý lẫn đơn vị thi công chẳng hề mong muốn, họ đã cần mẫn, âm thầm cố gắng trong hết khả năng.
Thực tế là từ đầm lầy, đất phèn, người thi công phải dùng thuyền ghe, sà lan len lỏi đưa thiết bị, vật liệu vào chân công trình trong những ngày đầu. Thì nay một con đường dài hơn 40 km đắp cao ráo đã xuyên qua vùng Đồng Tháp Mười, xe ô tô đã lưu thông, có tráng nhựa hoàn chỉnh nhằm phục vụ nhu cầu đi lại của nhân dân vùng trũng ở Đồng bằng sông Cửu Long.
Thời gian thi công kéo dài do địa hình phức tạp, kênh rạch chằng chịt, thiết bị lớn khó vào được trong khi vận chuyển hoàn toàn bằng đường sông, sông nhỏ, vật liệu phải tăng bo nhiều lần để vào công trường.
Khu vực sình lầy, hướng tuyến hoàn toàn mới, nhiều nhà thầu gặp lúng túng trong giai đoạn đầu, thời tiết ở Nam Bộ chỉ thi công nền được 6 tháng mùa khô, còn lại lũ về, nước làm ngập các hầm đất. Đợi đến mùa khô thì mất một tháng liền để bơm nước ra khỏi hầm, lấy đất ra cũng phải đợi khô ráo mới thi công được, tuy nhiên sau đó hầm đất bị đóng cửa, mất khá nhiều thời gian để chuyển đổi dùng cát thay đất.
Ban Quản lý dự án Mỹ Thuận cũng nghiêm khắc xử lý mạnh các nhà thầu trì trệ, bị nhắc nhở nhiều lần về việc quá chậm tiến độ cho dù không gặp khó khăn gì. Cụ thể là đã cắt chuyển toàn bộ khối lượng của Công ty 246 (gói 3) cho Tổng Công ty Xây dựng Trường Sơn (đang thi công gói 4) và Công ty 621 (Bộ Quốc phòng). Cắt 2 km của gói thầu 11 - Công ty Cổ phần 4 - Thăng Long giao cho Công ty CP 565 (đang thi công gói 6, 8), các đơn vị nhận phần cắt chuyển đều có thực lực và tinh thần trách nhiệm tốt. Sau khi có động thái quyết liệt, khối lượng tăng lên khá nhanh, chủ đầu tư đánh giá cao các nhà thầu thi công tốt trên tuyến như Công ty cầu 3 - Thăng Long, Tổng công ty Xây dựng Trường Sơn, Công ty Cổ phần 565…
Ngoài việc là tuyến đường đóng vai trò lưu thông, Quốc lộ N2 còn giúp thoát lũ, tránh lũ, phát triển kinh tế - xã hội vùng Đồng Tháp Mười, đã có nhiều nhà máy, khu dân cư đón đầu khi con đường sắp đến ngày về đích.